# 64 (număr)
64 (șaizeci și patru) este numărul natural care urmează după 63 și precede pe 65.

## În matematică
64:
Este pătratul lui 8, cubul lui 4 și a șasea putere a lui 2. Acesta este cel mai mic număr cu exact șapte divizori. Este cel mai mic număr pozitiv putere a lui doi care nu este adiacent nici unui număr Mersenne sau număr prim Fermat. 64 este suma indicatorului lui Euler pentru primele paisprezece numere întregi. De asemenea, este un număr dodecagonal și număr centrat triunghiular. În plus, 64 este primul număr întreg care este atât pătrat perfect, cât și cub perfect. Este un număr la puterea a șasea,
Deoarece este posibil să se găsească șiruri de 64+1 numere întregi consecutive astfel încât fiecare membru interior să împartă un factor comun fie cu primul, fie cu ultimul membru, 64 este un număr Erdős-Woods.
Este un număr platonic.
Este un număr practic.
Este un număr puternic.
Este un număr rotund.
Este un număr Størmer.
În baza 10, nici un număr întreg însumat cu propriile cifre nu rezultă în 64, prin urmare, este un auto-număr.
64 este un număr superperfect—un număr astfel încât σ(σ(n)) = 2n.
64 este indicele numărului lui Graham din secvența 3↑↑↑↑3, 3 ↑3↑↑↑↑3 3,...
În baza de sistemul octal, 6410 se notează 1008, în timp ce 10010 este 6416 în sistemul hexadecimal. Această proprietate se aplică tuturor numerelor de la 64 la 69.

## În știință
- Este numărul atomic al atomului de gadoliniu.[16]

### În astronomie
- Obiectul Messier M64, o galaxie cu o magnitudine de 9,0 în constelația Părul Berenicei, cunoscută și sub numele de Galaxia Ochilor Negri.
- Obiectul NGC 64 din Noul Catalog General, o galaxie spirală barată din constelația Balena.
- 64 Angelina este o planetă minoră.

## În tehnologie
- În unele limbaje de programare, dimensiunea în biți a anumitor tipuri de date
- calcul pe 64-biți
- Un număr întreg pe 64 de biți poate reprezenta până la 18.446.744.073.709.551.616 (peste 18 miliarde de miliarde) de valori.
- Baza 64 este folosită în codificarea Base64 și alte formate de compresie a datelor.
- În computerele domestice pe 8-biți, o prescurtare comună pentru Commodore 64
- Codul ASCII 64 este pentru simbolul @
- În jocurile video, consolă de jocuri video Nintendo 64 și (istoric) Commodore 64. Din 1996, numărul 64 a fost o abreviere sau argou pentru Nintendo 64 (deși N64 este mai frecventă), alături de jocurile Super Mario 64, Mario Kart 64, printre altele. 64 este utilizatat în termenul Smash 64 pentru a distinge Super Smash Bros. (joc video) de seria Super Smash Bros.

## În alte domenii
Șaizeci și patru reprezintă:

O tablă de șah are 64 de pătrate

- În șah sau dame, numărul total de pătrate albe și negre de pe tabla de joc 8 pe 8
- Numărul total de pietre într-un joc standard Bejeweled
- 64 a fost numele unei foste reviste de șah rusești
- Prefixul telefonic internațional pentru apeluri către Noua Zeelandă (+64)
- Subiectul piesei „When I'm Sixty-Four” a Beatles
- Numărul de înregistrare a portavionului USS Constellation (CV-64) al Marinei SUA
- Numărul de caractere Braille din vechiul sistem cu 6 puncte
- Numărul maxim de linii în orice caracter chinezesc
- Numărul de hexagrame din Yi-Jing
- Numărul de demoni din Dictionnaire Infernal
- Termen de argou referindu-se la o Chevrolet Impala 1964, de multe ori configurată ca lowrider, un subiect popular în muzica gangsta rap la începutul anilor 1990
- Numărul de arte clasice enumerate în multe scripturi indiene. Acestea includ: canto, dans, pictură, poezie, cărți de joc, argumentare, realizare de ghirlande de flori etc.
- Numărul departamentului francez Pyrénées-Atlantiques
- Numărul de creioane din pachetul Crayola 64
- Numărul de codoni din tabelul de codoni ARN din codul genetic
- Numărul maxim de elemente ce pot fi aranjate într-un singur slot de inventar în jocul Minecraft
- Numărul de discuri de aur din mitul Turnului din Hanoi
- Un număr care face referire la protestele din Piața Tiananmen din 1989 (în chineză simplificată: 六四事件; lit.: Incidentul Șase Patru), care au avut loc pe 4 iunie
- „64” este titlul unui cântec al grupului hip-hop Mellowhype de pe albumul BlackenedWhite
- 64 Zoo Lane, un serial britanic TV de desene animate pentru copii